# Caiapós-paus-d'arco
Os caiapós-paus-d'arco são um subgrupo dos caiapós, atualmente considerado extinto, que habitava o lado oeste do rio Araguaia, no estado brasileiro do Pará.